# Rewizja (zespół muzyczny)
Rewizja – polski zespół muzyczny grający muzykę z gatunku punk rock, w szczególności także w brzmieniu nawiązującym do nurtu street punk / oi! oraz hardcore punk. Został założony w 2003 r. w Lubinie. W swojej karierze zespół wydał kilka albumów oraz zagrał wiele koncertów, w tym w ramach kilku festiwali. Uznawany jest przy tym za wykonawcę, który potrafi zagrać dobre koncerty, mający dobry kontakt z publicznością i przy tym potrafiący porwać ją do zabawy.

## Historia, występy
Zespół muzyczny Rewizja został założony w 2003 r. Miało to miejsce w Lubinie. Perypetie związane z założeniem zespołu rozpoczęły się, gdy niejaki Franke postanowił stworzyć zespół, który grał by muzykę w stylu kalifornijsko-hardcorowym. Drugim członkiem nowego zespoły był basista „Młody” – brat Kondiego, który dołączył do składu jako wokalista (wcześniej Kondi był wokalistą w formacji Zdrajcy Ludu). Na perkusję został zwerbowany Sławek (wcześniej grający w grupie The Vodka). Zespół rozpoczął od grania utworów w stylu „staropunkowym”, a Kumor podsunął kolegom kilka kolejnych numerów i na próbach pomagał w rozkręceniu całego projektu. Inny niż zamierzony kierunek działań muzycznych zespołu sprawił, że jego pierwotny założyciel, Franke, opuścił skład, a w jego miejsce, ówcześnie w założeniu tymczasowo, na gitarze zaczął grać Kumor. W składzie pojawił się także Radziu, grający również na gitarze (wcześniej zespół Zdrajcy Ludu). Kolejna zmiana w składzie dotyczyła perkusji. W miejsce Sławka do zespołu dołączył Białoń (Biały). Po rozłamie w zespole All Bandits, nastąpiły kolejne przetasowania, a mianowicie z tamtego zespołu na gitarę wskoczył Pirania, a Kumor, który również zrezygnował ze śpiewania w tamtej kapeli, w Rewizji przeszedł na drugi wokal. Ostatecznie, przed wydaniem pierwszego albumu, skład zespołu wyglądał następująco: Kondi (wokal), Kumor (wokal), Pirania (gitara), Młody (gitara baowas), Biały (perkusja) i Radek (gitara).
Swój pierwszy, debiutancki album muzyczny zespół Rewizja wydał w 2006 r. Zatatuowany był „Mity i Legendy”. W tym samym okresie czasu pojedyncze utwory zespołu zamieszczono także na różnych składankach muzycznych, między innymi na dołączonej do fanzinu Garaż nr 24 płycie „Punks, Skins & Rudeboys Now! Vol. 14” oraz na składance „Prowadź mnie ulico vol. 3”. Dzięki temu twórczość zespołu została szerzej zaprezentowana i uzyskała uznanie na scenie, a sam zespół zyskał grono fanów, choć członkowie zespołu w tamtym okresie przyznają, że czuli niedosyt jeśli chodzi o ilość zagranych koncertów.
Pośród występów z tego okresu można wymienić między innymi koncert The Analogs i Anti Dread z dnia 17.03.2006 r., w Łodzi (Klub Dekompresja), pod szyldem „Anal-Fest”, gdzie wystąpiły także inne zaproszone kapele, które The Analogs darzy specjalną przyjaźnią i sympatią, tj. Bang Bang, PDS, W.S.C., Road Trip's Over, Obstrukcja Obsługi, Rewizja, Zbeer, Lunatix, Bdk. W tym samym roku, w dniu 28.10.2006 r. zespół uczestniczył w koncercie jaki miał miejsce w klubie CK Wiatrak w Zabrzu. I tu również w towarzystwie The Analogs i Anti Dread.
W 2008 r. zespół brał udział w drugiej edycji festiwalu „Muzyka z oblężonego miasta” w Lubinie na Wzgórzu Zamkowym. Był on organizowany od 2007 r., jego ideą było upamiętnienie tragicznych wydarzeń z sierpnia 1982 r. jakie miały miejsce w Lubinie. Rewizja wystąpiła w drugim dniu koncertów, tj. 30.08.2008 r. Do 2009 r. zespół zagrał w swojej karierze już sporo koncertów w całej Polsce, był znany na scenie punk i zyskiwał na popularności. Jednym koncertów tamtego okresu był występ we Wrocławiu, klub Alive, w dniu 24.05.2009 r. na którym wystąpił razem z zespołami Fix Up i Punkt Kontrolny.
Drugi album grupy ukazał się w 2010 r. pod tytułem „Tonąc w Cieniu”. W tym roku zespół także występował na scenie. Między innymi był to koncert w rodzinnym Lubinie, w dniu 30.04.2010 r., w Klubie Pod Muzami. Razem z Rewizją zagrały wówczas dwa inne, znane ze sceny street punkowej, zespoły: The Sandals i Skunx. Inny przykładowy występ zespołu to koncert w Wałbrzychu, w klubie „The Rock”, z dnia 8.05.2011 r. razem z zespołami Pornoskins i Ner-w oraz w Gdańsku, „Cockney Pub”, w dniu 30.10.2010 r. razem z Lumpex 75, i Born In The PRL. Natomiast 2.03.2012 r. zespół wziął udział w imprezie „Ultra Oi!” w Warszawie, dając przy tym świetny koncert. Obok Rewizji i kilku innych wykonawców wystąpiła także grupa The Sandals oraz Od Jutra i Pornoskins.
Z kolei w 2016 r. ukazał się trzeci krążek. Otrzymał on tytuł „Fabryka”. W ramach jego promocji zespół koncertował. Między innymi w rodzinnym mieście odbył się koncert dnia 14.10.2016 r. w klubie muzycznym Ave Cezar, razem z zespołem Polish Fiction z Chojnowa. Nieco wcześniej – 3.09.2016 r. – zespół występował w ramach 4 edycji Szerzyńskiego Wieczoru Rockowego. Wydarzenie miało miejsce w Szerzynach na Stadion Gminnym.
W 2021 r. wydano album muzyczny pod tytułem „W Huya Walenie!”. Jako przykładowy koncert z tego roku działalności grupy można wymienić wydarzenie w „Klubie u Bazyla” z Poznania. Miało ono miejsce w dniu 7.05.2011 r. Zagały wówczas także takie formacje jak Torpeda 79, Fix Up, Dżentelmani i Reakcja.
W ramach swoich występów w 2022 r. uczestniczył w trzej edycji festiwalu muzycznym „Bangarang Festival”, odbywającego się we wsi Chwałkowo koło Krobi w województwie wielkopolskim. Edycja ta została zorganizowana pod szyldem „Bangarang 3 Festival” w dniach od 1 do 2 lipca 2022 r. Obok Rewizji wystąpiło wiele zespołów na dwóch scenach. Sama Rewizja występowała 1.07.2022 r. na dużej scenie. Natomiast 3.12.2022 r. zespół zagrał w Głogowie, klub Mayday, wspólny koncert z legendą polskiej sceny punk – grupą Dezerter.
Piąty album grupy ukazał się w 2023 r. pod tytułem „Piosenki o...”. W tym właśnie roku przypadał jubileusz 20 lecia zespołu, a album ukazał się właśnie z tej okazji. Jego premiera miała miejsce 15.04.2023 r.. I właśnie w tym dniu odbył się koncert z okazji XX lecia zespołu. Miał on miejsce w Łodzi – Fabryka Bidermanna. Oprócz jubilata wystąpili także (według kolejności występów): Szewska Pasja, Awaria, jubilat – Rewizja, The Analogs, ADHD Syndrom, Bachor. Na koniec imprezy puszczana była jeszcze muzyka w ramach afterek przez 6T’s Club. Koncert był niezwykle udany, a podsumowaniem jego może być następująca wypowiedź: To, co działo się na urodzinowym koncercie zespołu Rewizja przejdzie do historii. A jeśli nawet nie, to na długo zostanie w pamięci publiczności oraz opina, że był to koncert na miarę festiwalu i równocześnie spotkania z przyjaciółmi.
Natomiast w 2024 r. ukazała się reedycja albumu „Tonąc w Cieniu”. Została ona wydana jako długogrająca płyta gramofonowa. Jeden z koncertów zespołu w tym roku odbył się w Warszawie, „Potok: Drugi Dom Ludzi Rocka”, w dniu 6.01.2024 r. razem z grupami: Litzmanstadt Crew, The Coiots, Blitzed i Starcie. Zespół występował również w ramach dwudniowego festiwalu, edycja druga, organizowanego pod szyldem „Festiwal Urwanych Filmów”, który odbywał się w Rowach koło Sieradza, w dniach 21-22 czerwca 2024 r. W festiwalu uczestniczyło wiele kapel ze sceny punk, Oi!, ska i hardcore.

## Skład i powiązania

### Członkowie zespołu
Członkowie zespołu Rewizja z różnych okresów czasu:
- Franki – gitara[2]
- Konrad Zaręba – wokal[2][5][51] ("Kondi"[2]),
- Łukasz Bagiński – gitara basowa[5],
- Paweł Zaręba – gitara basowa[2][51] („Młody”[2]),
- Piotr Lehki – gitara ("Pirania")[2][52]
- Przemyslaw Kumor – gitara, później wokal[2][5][51] ("Kumor"[2][53]),
- Radziu – gitara[2]
- Tomasz Białoń – perkusja[2][54] / gitara[5][51] ("Biały"[2][54]),
- Tomasz Chuchla – gitara[5][51],
- Tomasz Harabień – perkusja[5][51]
- Sławek – perkusja[2].

### Powiązania
Jednym z członków zespołu Rewizja jest Przemysław Kumor – wokalista, a wcześniej także gitarzysta. Znany jest on także z tego, że w pewnym okresie czasu współtworzył zespół All Bandits, podobnie jak Tomasz Białoń ("Biały") i Pirania (który działał także w zespole Prawy Prosty). Te fakty są przyczyną uznawania, że oba zespoły są ze sobą silnie powiązane, przynajmniej personalnie. Z innych powiązań można wymienić także zespoły Fix Up, Punkt Kontrolny. Przykładowo członkami zespołu Fix Up są występujący także w zespole Rewizja: Konrad Zaręba ("Kondi"), Tomasz Białoń ("Biały") i Tomasz Chuchla. Ponadto warto odnotować, że Radziu i Konrad Zaręba ("Kondi") byli wcześniej członkami formacji Zdrajcy Ludu, a Sławek zespołu The Vodka. Kumor występował także w Sachemie, a Białoń w Stachu Rulez i Lost Road. Ten ostatni prowadził także własny projekt muzyczny bliski melodyjnemu punk rockowi.
Sami muzycy przyznają, że powiązania między zespołami lubińskiej sceny punk rockowej są bardzo silne, gdyż w tamtejszych zespołach, zarówno tych znanych jak i znanych niemal wyłącznie lokalnie, przynajmniej ówcześnie (przed wydaniem pierwszego albumu około roku 2005–2006), tak naprawdę występowali często ci sami ludzie, którzy znają się dobrze zarówno z działalności muzycznej jak i prywatnie.

### Składy w różnych momentach czasu
Skład zespołu zmieniał się w czasie. Można tu wskazać kilka konkretnych składów zespołu:
- osoby, które przewijały się w składzie Rewizji w początkowym okresie budowania zespołu: Franki, Młody, Kondi, Sławek[2]
- skład przed wydaniem pierwszej płyty: Kondi, Kumor, Pirania, Młody, Białoń, Radek[2]
- kolejny skład: Kondi, Kumor, Białoń, Młody, Tomasz Chuchla, Tomasz Harabien[51]
- skład z 2023 r.: Kondi, Kumor, Białoń, Tomasz Chuchla, Łukasz Bagiński, Tomasz Harabien[5].

## Twórczość
Muzyka tworzona przez zespół zaliczana jest do gatunku muzycznego jakim jest punk rock. W brzmieniach zespołu z różnych okresów tej twórczości niewątpliwe także wyraźny jest nurt street punk / oi, ale i także hardcore punk. W pierwszym okresie działalności kiedy wydany został debiutancki album kapeli stylistycznie był to punk rock o brzmieniu zbliżonym do polskich zespołów punk rockowych z lat 80. XX wieku, ale z wyraźnym nawiązaniem do nurtu street punk. Drugi album zespołu wyraźnie wskazał kierunek w jakim idą twórcy. Zaprezentowano w nim bowiem bardziej mocne, wyraziste brzemiennie i przede wszystkim zdecydowanie bardziej surowe, mocniejsze, i ostrzejsze teksty piosenek z wyrazistym przekazem. Niemniej, pomimo podejmowania ważnych i kontrowersyjnych tematów, nie brakuje w tekstach ciekawego podejścia, ujmowania tematów z pewnym przymrużeniem oka, co uznawane bywa za bardzo duży plus w twórczości zespołu. Pojawiają się również jednak teksty wesołe, przykładowo o „bzykaniu”, bez żadnego ubierania w słowa, czy grzeczności.
W zakresie początkowej twórczości, przed wydaniem pierwszego albumu około roku 2005–2006, kiedy zespół miał już nagranych, ale jeszcze nie wydanych 15 utworów, autorem większości tekstów do nich był Kumor, ale kilka napisał również Kondi.

## Dyskografia

### Dyskografia zespołu
Albumy muzyczne:
- „Mity i legendy”: 2006 r., Jimmy Jazz Records, JAZZ 091, płyta kompaktowa[4][6][7][61]
- „Tonąc w Cieniu”[9][64]:
  - 2010 r., Jimmy Jazz Records, JAZZ 140, płyta kompaktowa[22][65]
  - 2024 r., Jimmy Jazz Records, JAZZ 140, płyta gramofonowa[9][47]
- „Fabryka”: 2016 r., Jimmy Jazz Records, JAZZ 185, płyta kompaktowa[10][27][28][62][66]
- „W Huya Walenie!”: 2021 r., Jimmy Jazz Records, JAZZ 211, płyta kompaktowa[32][33][34]
- „Piosenki o...”: 2023 r., Jimmy Jazz Records, JAZZ 215, płyta kompaktowa[41][42][43]

### Składanki
Składanki, kompilacje:
- „Punks, Skins & Rudeboys Now! Vol. 14”: 2006 r., Jimmy Jazz Records, 14 (Garaż nr 24), płyta kompaktowa, w ramach serii: „Punks, Skins & Rudeboys Now!”[11][12]
- „Prowadź mnie ulico vol. 3”: 2006 r., Jimmy Jazz Records, JAZZ 092, płyta kompaktowa, w ramach serii: „Prowadź mnie ulico”[13][14][15]
- „Muzyka Z Oblężonego Miasta Lubin”: 2008 r., TR Studios, 0001, płyta kompaktowa, DVD[68] (nagrania z drugiej edycji festiwalu „Muzyka z Oblężonego Miasta” w Lubinie[18][19][20], dzień drugi – 30.08.2008 r.[19][20])
- „Punks, Skins & Rudeboys Now! Vol. 19”: 2010 r., Jimmy Jazz Records, 19 (Garaż nr 29), płyta kompaktowa, w ramach serii: „Punks, Skins & Rudeboys Now!”[69]
- Prowadź mnie ulico vol. 7 & 8: 2021 r., Jimmy Jazz Records, JAZZ 213, płyta kompaktowa, w ramach serii: „Prowadź mnie ulico”[70][71].

### Teledyski
Zespół nagrał kilka teledysków, które prezentowane są na profilu internetowym wytwórni Jimmy Jazz Records, wydawcy albumów muzycznych zespołu, prowadzonym w ramach serwisu społecznościowego z filami YouTube. Dostępne są także inne nagrania, w tym:
- „Fabryka”[66][72]
- „Minomania”[65][72] (autor klipu: Marcin Lesisz z Uisel Studio[65])
- Rewizja – XX Lecie[72].

## Odbiór i opinie
Przede wszystkim krytycy muzyczni zwracają uwagę, że mimo pewnych zachodzących z biegiem czasu zmian w stylistyce utworów zespołu Rewizja, to prezentowana twórczość reprezentuje stuprocentowy punk rock, przy czym jest to dobra muzyka punkowa. Słychać w nim też oczywiście jak wyżej wspominano także takie nurty w tym gatunku muzycznym jak ostry punk utrzymany w klimacie lat 80. XX wieku, street punk / oi! i hardcore punk. Kompozycje, które prezentuje zespół, to szybkie i mocne granie, bez zbędnego ubarwiania i kompromisów, energiczne, żywiołowo wykonywane przez kapelę, często łatwo „wpadające w ucho”. Ale to między innymi nadaje wyrazistości i ostrości utworom prezentowanym w kolejnych albumach muzycznych. Takie podejście do punkowego grania zapewniło zespołowi stosunkowo szybko popularność i grono fanów.
Komentatorzy twórczości zespołu dostrzegają inspiracje, szczególnie przy drugim albumie, ale też i przy pozostałych, klimatem powieści „Mechaniczna Pomarańcza” Anthony Burgess’a i opartym na niej filmie o tym samym tytule w reżyserii Stanleya Kubricka. Takie skojarzenia nasuwają się niemal same, szczególnie już na etapie spojrzenia na okładkę do drugiego albumu i również trzeciego, a klimat utworów (także w pozostałych albumach), przekaz płynący z tekstów, kreujący wizję ciemnej, ponurej i wulgarnej rzeczywistości, potęgują to niedoparte wrażenie. Jak wskazują autorzy takich dywagacji Rewizja nie jest tu pierwsza, bowiem dzieła te inspirowały całe pokolenia muzyków, w tym także przedstawicielu nurtu punk rocka. Jeden z recenzentów przy okazji wypowiedzi dotyczącej pierwszego albumu stwierdził, że dostrzega pewne podobieństwo do twórczości zespołu The Bill.
Niewątpliwe Rewizja jest uznawana za zespół nie bardzo grzeczny, czy wprost niegrzeczny. Jest też przykładem tych „złych” kapel punk rockowych, które śpiewają co im się podoba, co ma wynikać z założenia, że w muzyce punkowej nie ma żadnych zasad, wszystko wolno. Co ważniejsze jednak ta ich postawa jest (lub przynajmniej daje takie wrażenie) niewymuszona, a grupa ani nie stara się być na siłę grzeczna, ani na pokaz niegrzeczna. No i kapela należy do tej grupy punkowych zespołów, które nie dały się ugłaskać.
Podczas swoich występów zespół ma bardzo dobry kontakt z publicznością. Potrafi ją rozruszać i zachęcić do zabawy, kreując odpowiedni klimat punkowego koncertu. Wpływ na to ma między innymi fakt, iż w zespole jest dwóch dynamicznych wokalistów.
Jednakże nie wszystkie recenzje są przychylne i przynajmniej w stosunku do niektórych albumów zawierają sporo krytyki odnoszącej się między innymi do podobieństw w kompozycjach do innych zespołów, czy rzekomo marnych treści zawartych w tekstach piosenek itp. Inne krytyczne zarzuty dotyczą tego, że grupie zdarzało się podczas koncertów grać nieco nierówno, choć zazwyczaj w trakcie koncertowego szaleństwa, takich „rozjazdów” zazwyczaj się nie zauważa. Ponadto w odniesieniu do pierwszej z płyt jeden z recenzentów zauważył, że kompozycje muzyczne choć fajne, to są nieco monotonnie do siebie podobne i dopiero teksty różnią poszczególne kawałki. Choć także ten wątek wzbudza pewną wątpliwość, gdyż teksty te w zasadzie są albo o pewnych odchyleniach seksualnych, albo że jest źle. I choć same tematy są w porządku, to ograniczanie się do tych dwóch skrajności może prowadzić do przypięcia zespołowi łatki, której się nie da później odkleić lub będzie to bardzo trudne. Ten sam autor podkreśla zresztą, że w pierwszym zetknięciu z twórczością pochodzącą z początków działalności zespołu, nie widział wielkiej różnicy stylistyki w stosunku do zespołu All Bandits i dopiero po kilku przesłuchaniach nauczył się odróżniania kapel po samej ścieżce dźwiękowej. Ta ostania opinia stoi w sprzeczności z opinią innego autora, który z kolei wyraźnie wskazuje na tym samym etapie działalności obu kapel, że obie formacje różnią się pod względem prezentowanego stylu.

## Kontrowersje
Twórczość, w tym teksty utworów Rewizji, nie budzą jawnych, jaskrawych kontrowersji. Te jednak pojawiają się w niektórych środowiskach, szczególnie lewackich, z zupełnie innych powodów. A mianowicie jako argumentów o kontrowersyjności zespołu próbuje się podnosić silne powiązania personalne z zespołem All Bandits. To już jest formacja rzeczywiście kontrowersyjna i niektórzy podważają jej „punkowość” w świetle niektórych jej utworów, kontaktów poza sceną oraz występów na koncertach i festiwalach związanych ze sceną nacjonalistyczną, patriotyczną czy wręcz RAC, w tym między innymi w świetle uczestnictwa tego zespołu w festiwalu Orle Gniazdo i innych, podobnych wydarzeniach w Polsce oraz za granicą. Żadnych innych argumentów, przede wszystkim merytorycznych, które odnosiłyby się do przesłania płynącego z tekstów utworów, wypowiedzi muzyków, występów czy innych kwestii, wobec Rewizji, jednak nie ma. Mimo to niektórzy autorzy publikacji, podobnie jak przy zespole All Bandits, punkowość Rewizji ujmują w cudzysłów. Opinii tych nie rozpraszają nawet jasne deklaracje zespołu że są antyfaszystowscy, antykomunistyczni, a nawet antypolityczni. Zaślepione zacietrzewienie w tej kwestii potrafiło doprowadzić do tego, że zespół został wykluczony z umówionych już koncertów na festiwalu „Hyde Park” w Mielenku Drawskim, który odbywał się od 11 do 12 lipca 2014 r. Mimo że środowisko, w ramach którego organizowany był koncert, nie widziało żadnego problemu w występie Rewizji obok innych formacji punkowych, pod naciskiem jednej z organizacji, która przyjęła patronat nad imprezą (161 CREW), organizator musiał ustąpić, o czym zresztą organizacja ta z pychą informuje na swojej stronie internetowej. Ostatecznie w miejsce Rewizji wystąpił wówczas zespół Plebania. Zapewne wskazana wyżej w deklaracjach muzyków postawa jest dla środowisk lewackich nieakceptowalna, bo na przykład w słowach jednego z utworów, cytat: Powiem Wam wszystkim w wielkiej tajemnicy, tak jak nie cierpię faszystów, nie cierpię Antify, występuje porównanie do faszystów ugrupowania równie skrajnego ale lewackiego (co dla wielu osób jest oczywistością).

## Muzycy o sobie
W wywiadzie udzielonym jeszcze przed wydaniem pierwszego albumu, tj. w 2005/2006 r., muzycy przyznają istnienie pewnych inspiracji czerpanych do własnej twórczości z polskiego punk rocka lat 80. XX wieku. Była to muzyka, na której się wychowali, którą lubią i nadal czasem słuchają. Pośród zespołów padły następujące nazwy: Dezerter, Rejestracja, Po Prostu, stara Moskwa, TZN Xenna, Deuter i Karcer. Ale podkreślają, że nie tylko taką muzykę słuchają i lubią, a inspiracje napływają także z innych nurtów muzycznych. Dlatego całość jest pewną wypadkową, wynikającą nie tylko ze słuchanej muzyki, ale przede wszystkim z indywidualności twórczej każdego z nich.
Muzycy przyznali wówczas, że nie należą do grupy zaangażowanych, walczących zespołów. Dla nich punk rock był przede wszystkim zabawą. Wiele tekstów nie miało głębszego przekazu, choć były takie, które miały mieć jakiś sens oraz dotyczyły życiowych spraw. Muzycy dystansowali się także od polityki oraz od zagłębiania się w sprawy związane z poprawnością, zarówno po stronie lewej, jak i po stronie prawej, co jednak nie uchroniło ich od kontrowersji opisanych powyżej. Generalnie założenie było takie, aby wypośrodkować poruszane zagadnienia pomiędzy zabawą i luzem a sprawami ważnymi, choć traktowanymi bardziej jako subiektywne spojrzenie na nie przez twórców, niż zaangażowanie i walkę.
Wywiad udzielono w okresie przed Mistrzostwami Świata w Piłce Nożnej 2006, które później zostały rozegrane w Niemczech. Muzycy będący kibicami wyrazili także swój pogląd na występ polskiej reprezentacji, w którym stwierdzają, że choć jej kibicują, to nie za bardzo wierzą w sukces na tym turnieju.